# Liam James
Liam James est un acteur canadien, né le 7 août 1996 à Vancouver.

## Biographie
Liam James est en activité depuis 2006. Il a joué plusieurs rôles dans des séries et des films, mais c'est dans 2012, film qui s'inspire de la théorie de la fin du monde en 2012, réalisé par Roland Emmerich, qu'il apparaît au grand public. Il y joue le rôle de Noah Curtis, fils de Jackson Curtis (John Cusack). Il a également joué le rôle de Duncan, rôle principal du film Cet été-là (The Way, Way Back), réalisé par Nat Faxon et Jim Rash, en 2013.

## Filmographie

### Cinéma
- 2007 : Charlie, les filles lui disent merci
- 2007 : Nos souvenirs brûlés (Things We Lost in the Fire) de Susanne Bier : Cousin Dave
- 2007 : Frère Noël : jeune frère Noël
- 2007 : Aliens vs. Predator: Requiem : Sam
- 2009 : Les Cavaliers de l'Apocalypse (Horsemen) de Jonas Åkerlund : Sean Breslin
- 2009 : 2012 de Roland Emmerich : Noah Curtis
- 2013 : Cet été-là (The Way, Way Back) de Nat Faxon et Jim Rash : Duncan
- 2016 : Speech & Debate : Solomon

### Télévision
- 2006-2010 : Psych : Enquêteur malgré lui : Shawn Spencer enfant
- 2008 : Fear Itself : Young Harry
- 2010 : Fringe : Teddy Falls
- 2011 : Un Noël plein d'espoir (Christmas Comes Home to Canaan) : Bobber Burton
- 2011 et 2013 : L'Heure de la peur (R.L. Stine's The Haunting Hour) : Scott / Jared
- 2011-2014: The Killing : Jack Linden
- 2016 : The Family : Adam Warren/Ben
- 2019 :

Deadly Class (série télévisée)
Liam James joue Billy Bennett, Billy 
- 2023 : Les plombiers de la Maison Blanche, sorti le 1er mai 2023 : Saint-John Hunt